# Romuald Bogoczek
Romuald Bogoczek (ur. 4 maja 1930 w Chorzowie, zm. 13 listopada 2014 we Wrocławiu) – polski chemik organik, profesor, specjalizujący się w chemii i technologii organicznej reaktywnych polimerów.
Ukończył Politechnikę Śląską w 1956 roku. Tytuł doktora nauk technicznych uzyskał w 1963 roku. Habilitację obronił w 1970 roku. Tytuł naukowy profesora otrzymał w 1994 roku.
W roku 2007 nadano mu tytuł Honorowego Profesora Akademii Ekonomicznej we Wrocławiu.

## Odznaczenia
- Krzyż Kawalerski Orderu Odrodzenia Polski
- Złoty Krzyż Zasługi
- Medal Komisji Edukacji Narodowej[2]

## Wybrane publikacje
- Romuald Bogoczek, Joanna Surowiec. Chemical modification of styrene-divinylbenene copolymers by dialkyl phosphites. „Polymer”. 27 (4), 1986. DOI: 10.1016/0032-3861(86)90252-1.
- Romuald Bogoczek, Elżbieta Kociołek-Balawejder. Infrared spectra of uniformly chlorosulfonyl-substituted styrene-divinylbenzene resins. „Reactive Polymers”. 7 (1), s. 57–62, 1987. DOI: 10.1016/0167-6989(87)90155-3.